# Minden (Nowy Jork)
Minden – miasto w Stanach Zjednoczonych, w stanie Nowy Jork, w hrabstwie Montgomery.